# Węzeł autostradowy Wittlich
Węzeł autostradowy Wittlich (niem. Autobahnkreuz Wittlich, AK Wittlich, Kreuz Wittlich) – węzeł drogowy na skrzyżowaniu autostrad A1 i A60 w kraju związkowym Nadrenia-Palatynat w Niemczech. Nazwa węzła pochodzi od nazwy miejscowości Wittlich.

## Natężenie ruchu
| Z                      | Do              | Średnie dzienne natężenie ruchu |
| ---------------------- | --------------- | ------------------------------- |
| AS Wittlich-Mitte (A1) | AK Wittlich     | 28 300                          |
| AK Wittlich            | AS Salmtal (A1) | 30 600                          |
| AS Wittlich-West (A60) | AK Wittlich     | 10 600                          |